# Редив
Редив или Редик  (Rhediw, Rhedicus, даты жизни неизвестны) — валлийский святой. Дни памяти — 6 июля, 11 ноября.

## Биография
Святой Редив родился предположительно в Арфоне (Cantref Arfon) в IV веке. Память о нём увековечена в храме в Ланлифни, Гуинет, Уэльс.  Неподалёку, в Ейстедфа-Редиу (Eisteddfa Rhedyw), известно место, где по преданию одно время жил святой. Там сохранились его стул и отпечатки на камне его большого пальца и копыта его лошади.